# Opper-Lausitzs voetbalkampioenschap 1912/13 (Midden-Duitsland)
In 1912/13 werd het tweede Opper-Lausitzs voetbalkampioenschap  gespeeld, dat georganiseerd werd door de Midden-Duitse voetbalbond. Budissa Bautzen werd kampioen en plaatste zich zo voor de Midden-Duitse eindronde. De club verloor versloeg Döbelner SC met 8-5 en verloor dan van Zwickauer SC met 3-0.

## 1. Klasse
| Plaats | Club               | Wed.           | W              | G              | V              | Saldo          | Ptn.           |
| ------ | ------------------ | -------------- | -------------- | -------------- | -------------- | -------------- | -------------- |
| 1.     | FK Budissa Bautzen | 4              | 4              | 0              | 0              | 21:04          | 08:00          |
| 2.     | VfB 1908 Bautzen   | 3              | 1              | 0              | 2              | 04:09          | 02:04          |
| 3.     | SK 1909 Bautzen    | 3              | 0              | 0              | 3              | 02:14          | 00:08          |
| 4.     | Zittauer BC        | Teruggetrokken | Teruggetrokken | Teruggetrokken | Teruggetrokken | Teruggetrokken | Teruggetrokken |

- Zittauer BC trok zich op 20 oktober 1912 terug, reeds gespeelde wedstijrden (1-0-1) werden geannuleerd.

|  | Kampioen, geplaatst voor Midden-Duitse eindronde |